# Alpay Özalan
Fehmi Alpay Özalan (* 29. Mai 1973 in Izmir) ist ein türkischer Politiker. Er ist seit Juli 2018 Abgeordneter der Großen Nationalversammlung der Türkei für die AKP und ein ehemaliger türkischer Fußballspieler und -Trainer. 

## Spielerkarriere
Alpay Özalan wurde mit einem Fair-Play-Preis der UEFA ausgezeichnet, als er in einem Spiel der Fußball-Europameisterschaft 1996 gegen Kroatien als letzter Mann in der Abwehr den Spieler Goran Vlaović gewähren ließ und nicht die Notbremse zog und Vlaović das einzige und siegbringende Tor für Kroatien erzielte. Özalan sah sich durch die türkischen Medien Kritik ausgesetzt, da nach deren Ansicht ein Foul und die Verhinderung der Torchance taktisch klüger gewesen wäre. Diese Kritik hatte nachhaltigen Einfluss auf seine weitere persönliche fußballerische Entwicklung. So gab er an, sich über diesen Preis nie gefreut zu haben.
Bei der Fußball-Europameisterschaft 2000 spielte Alpay Özalan ein gutes Turnier und erreichte mit der türkischen Nationalmannschaft das Viertelfinale. Nach seinen guten Leistungen im Turnier wechselte er von Fenerbahçe zu Aston Villa in die Premiere League.
Özalan wurde bei der Fußball-Weltmeisterschaft 2002 in die Elf des Turniers gewählt, woraufhin er nach seiner Rückkehr zu seinem Verein Aston Villa eine Gehaltserhöhung einforderte. Daher wurde er in der Saison 2002/03 vom Trainer Graham Taylor wenig eingesetzt. Auch zu Beginn der Saison 2003/04 kam er aufgrund der wütenden Reaktionen der Fans selten zum Einsatz.
Am 11. Oktober 2003 kam es beim Qualifikationsspiel zur Fußball-Europameisterschaft 2004 gegen England zu einer körperlichen Auseinandersetzung mit Englands Star David Beckham. Dies führte zu einem weiteren Bruch mit den englischen Fans und Medien, woraufhin er am 23. Oktober 2003 von Aston Villa entlassen wurde. 2004 wechselte er in die koreanische K-League zu Incheon United.
Allerdings spielte er hier lediglich sechs Monate, bevor er weiterzog in die J-League zu den Urawa Red Diamonds, wo sein Vertrag jedoch aufgrund disziplinärer Probleme nach wiederum sechs Monaten aufgelöst wurde.
Am 1. August 2005 unterzeichnete Alpay Özalan einen Einjahresvertrag beim Bundesliga-Verein 1. FC Köln. Wegen mehrfacher Entgleisungen und tätlicher Angriffe (Tritte und Schläge) auf Gegenspieler, wie z. B. ein Ellenbogencheck gegen den Hamburger Guy Demel, erhielt er im Dezember 2005 vom DFB eine Sperre von 4 Pflichtspielen.
Nach einer Niederlage im entscheidenden Play-off-Match zur Qualifikation zur Fußball-Weltmeisterschaft 2006 gegen die Schweizer Nationalmannschaft war er mit einem Tritt gegen den Schweizer Stéphane Grichting und imitierten Schlagbewegungen gegen Schweizer Spieler ein auslösender Faktor der anschließenden körperlichen Auseinandersetzung mit mehreren Verletzten. Hierfür wurde er von der FIFA für sechs Länderspiele gesperrt.
Nachdem er einen eigenen Mitspieler beim Training des 1. FC Köln tätlich angegriffen hatte, bot man ihm von Vereinsseite professionelle Hilfe (psychologische Betreuung) an. Özalan schlug das Angebot jedoch aus und gelobte zum wiederholten Male Besserung. Am 23. November 2007 wurde er vom Verein suspendiert, da er Kritik am Kölner Trainer Christoph Daum geäußert hatte, mit dem er 1995 gemeinsam mit Beşiktaş Istanbul türkischer Meister geworden war. Er sagte: „Das ist nicht mehr der Daum, den ich kenne. Er hat nicht mehr den Willen und die Aggressivität, die ich immer an ihm geschätzt habe.“
Als er nach längerer Zeit noch keinen Verein gefunden hatte, entschloss er sich seine aktive Karriere zu beenden.

## Karriere als sportlicher Leiter
Özalan arbeitete als sportlicher Leiter in der vierten türkischen Liga bei Siirtspor.

## Trainerkarriere
Zum Sommer 2016 wurde er beim türkischen Zweitligisten Eskişehirspor als neuer Cheftrainer eingestellt. Im Februar 2017 wurde Özalan entlassen.
Zur Saison 2017/18 übernahm er mit Samsunspor einen anderen Zweitligisten. Hier startete er mit seiner Mannschaft hinter den Erwartungen in die Saison. Er machte durch mehrere Kontroversen mit der örtlichen Presse auf sich aufmerksam. Schließlich verließ er diesen Verein bereits nach sieben Spieltagen im gegenseitigen Einvernehmen.

## Politik
Am 24. Juni 2018 wurde er zum Abgeordneten der Großen Nationalversammlung der Türkei für die AKP gewählt.
Im August 2024 attackierte Özalan im Parlament im Ankara während einer Debatte über den inhaftierten Menschenrechtsanwalt Can Atalay den Abgeordneten Ahmet Sik von der türkischen Arbeiterpartei und ohrfeigte ihn. Sik kam zu Sturz, woraufhin eine Schlägerei mit mehreren Beteiligten ausbrach.